# Lacapelle-Barrès
Lacapelle-Barrès település Franciaországban, Cantal megyében. Lakosainak száma 59 fő (2022. január 1.). Lacapelle-Barrès Thérondels, Malbo és Pailherols községekkel határos.

## Népesség
A település népességének változása:
| Lakosok száma | 126  | 105  | 110  | 54   | 60   | 58   | 57   | 58   | 58   | 59   |
|               | 1968 | 1982 | 1990 | 2006 | 2013 | 2015 | 2017 | 2019 | 2020 | 2022 |